# Bulanoa
Bulanoa es el nombre de una variedad cultivar de manzano (Malus domestica). Esta manzana está cultivada en diversos viveros entre ellos algunos dedicados a conservación de árboles frutales en peligro de desaparición. La manzana 'Bulanoa' es originaria de  un caserío de Aia municipio de Guipúzcoa, y actualmente se cultiva debido a su sabor dulce pero insípido para manzana de cocina, y muy apreciada en la elaboración de sidra.

## Sinónimos
- "Manzana Bulanoa",
- "Bulanoa Sagarra",[6][7]

## Historia
'Bulanoa' es una variedad de manzana cultivada en el País Vasco, está considerada incluida en las variedades locales autóctonas muy antiguas, cuyo cultivo se centraba en comarcas muy definidas, en este caso es una manzana sidrera que se obtuvo en un caserio en las cercanías del Parque natural de Pagoeta en el municipio de Aia (Guipúzcoa). Se caracterizaban por su buena adaptación a sus ecosistemas y podrían tener interés genético en virtud de su adaptación. Estas se podían clasificar en dos subgrupos: de mesa o de cocina, y de sidra (aunque algunas tenían aptitud mixta). Es muy apreciada en elaboraciones culinarias y muy importante en la elaboración de sidra en el país vasco por su sabor dulce aunque insípido.
'Bulanoa' es una variedad mixta, clasificada como muy buena en la elaboración de sidra, también se utiliza como manzana de cocina por su sabor dulce e insípido; difundido su cultivo en el pasado por los viveros comerciales y cuyo cultivo en la actualidad se ha reducido a huertos familiares. Variedad presente en Guipúzcoa.

## Características
El manzano de la variedad 'Bulanoa' tiene un vigor alto, es árbol de mediana producción; florece a finales de abril.
La variedad de manzana 'Bulanoa' tiene un fruto de tamaño mediano; forma cónica simétrica, más ancha por la base; piel gruesa, dura, y áspera; con color de fondo amarillento, siendo el color del sobre color rojo estriado verde, con la base parda, importancia del sobre color medio a bajo, distribución del color en forma de estrías, con lenticelas pardas muy pequeñas (de ruginoso-"russetting"), siendo la sensibilidad al ruginoso-"russetting" (pardeamiento áspero superficial que presentan algunas variedades) débil; pedúnculo de tamaño medio, grueso, anchura de la cavidad peduncular pequeña, profundidad de la cavidad peduncular profunda; cáliz pequeño y cerrado, profundidad de la cav. calicina media, de anchura pequeña con plisamientos en la pared. 
Carne de color blanco, con textura no muy dura, esponjosa, de zumo regular, y bastante aromática; el sabor característico de la variedad, dulce pero insípido; corazón de tamaño medio, desplazado. Eje abierto. Cavidades casi imperceptibles. Semillas aristadas, puntiagudas, de tamaño medio, color marrón claro uniforme.
La manzana 'Bulanoa' tiene una época de recolección tardía a principios de otoño, madura en octubre, de larga duración. Tiene uso mixto pues se usa como manzana de cocina, y también como manzana para la elaboración de sidra, como manzana sidrera es una variedad muy apreciada.